# Euphorbia platycephala
Euphorbia platycephala es una especie fanerógama perteneciente a la familia de las euforbiáceas. Es endémica de Tanzania a Zimbabue.

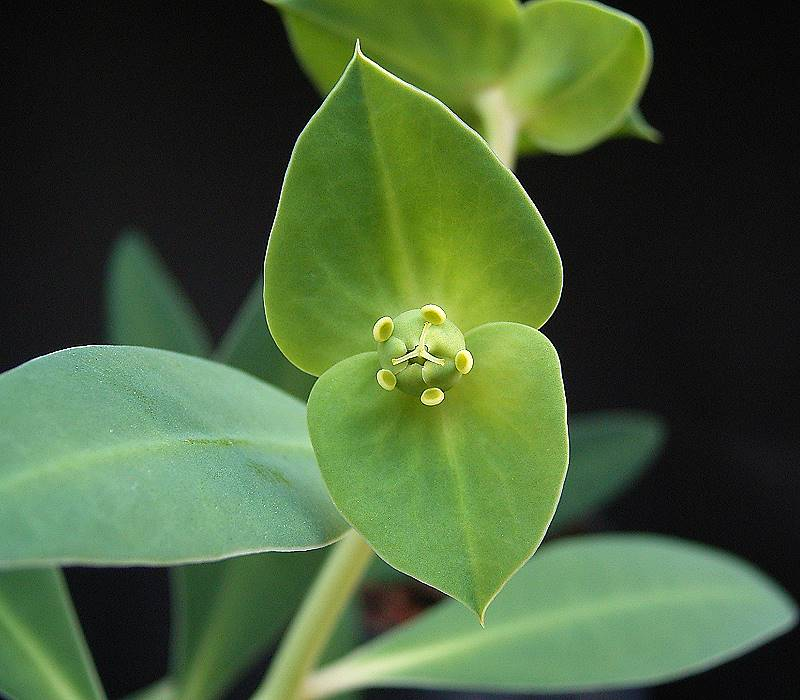
Detalle de la flor en ciato

## Descripción
Es una hierba perennifolia con un rizoma carnoso cilíndrico de 20-30x2, 4 cm y ± tallos carnosos que alcanzan un tamaño de 35 cm de altura.

## Ecología
Se encuentra entre la hierba de la estación del año en las zonas húmedas en suelos secos y arenosos, entre las rocas; a una altitud de 480-1300 metros.
Extremadamente difícil de cultivar, es muy sensible al exceso de humedad en el período de latencia.
Muy cercana de Euphorbia specksii, Euphorbia maritae.

## Taxonomía
Euphorbia platycephala fue descrita por Ferdinand Albin Pax y publicado en Botanische Jahrbücher für Systematik, Pflanzengeschichte und Pflanzengeographie 19: 122. 1894.
Etimología
Euphorbia: nombre genérico que deriva del médico griego del rey Juba II de Mauritania (52 a 50 a. C. - 23), Euphorbus, en su honor – o en alusión a su gran vientre –  ya que usaba médicamente Euphorbia resinifera. En 1753 Carlos Linneo asignó el nombre a todo el género.
platycephala: epíteto latino que significa "con cabeza gruesa".
Sinonimia
- Euphorbia uhehensis Pax (1900).[6][7]